# Berndorf (Neder-Oostenrijk)
Berndorf is een gemeente in de Oostenrijkse deelstaat Neder-Oostenrijk, gelegen in het district Baden. De gemeente heeft ongeveer 8700 inwoners.

## Geografie
Berndorf heeft een oppervlakte van 17,57 km². Het ligt in het noordoosten van het land, in de buurt van de hoofdstad Wenen.

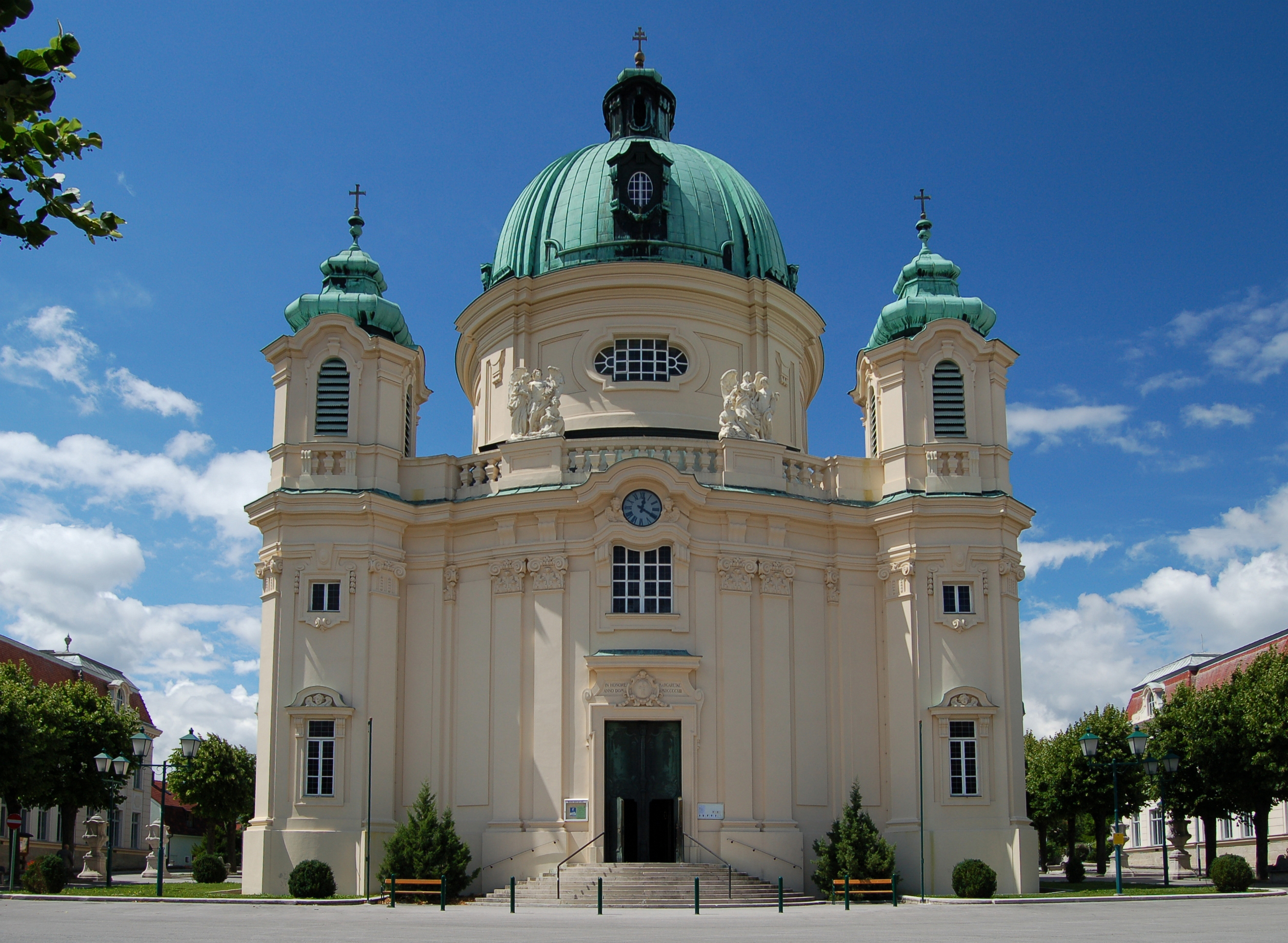
Kerk I
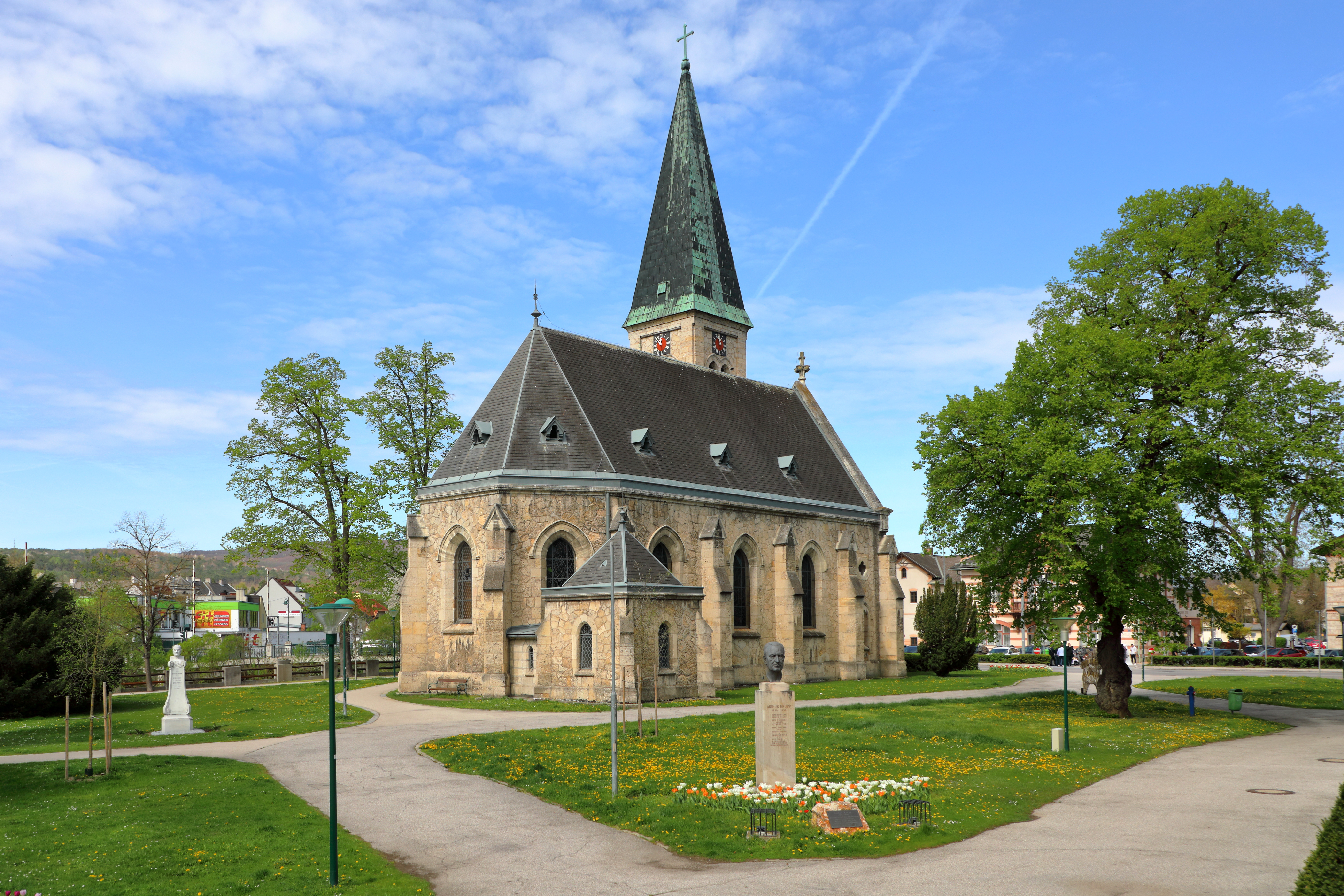
Kerk II

Alland · Altenmarkt an der Triesting · Baden · Bad Vöslau · Berndorf · Blumau-Neurißhof · Ebreichsdorf · Enzesfeld-Lindabrunn · Furth an der Triesting · Günselsdorf · Heiligenkreuz · Hernstein · Hirtenberg · Klausen-Leopoldsdorf · Kottingbrunn · Leobersdorf · Mitterndorf an der Fischa · Oberwaltersdorf · Pfaffstätten · Pottendorf · Pottenstein · Reisenberg · Schönau an der Triesting · Seibersdorf · Sooß · Tattendorf · Teesdorf · Traiskirchen · Trumau · Weißenbach an der Triesting
- Gemeinsame Normdatei: 4314302-7
- Library of Congress Control Number: n91029376
- MusicBrainz: 5005fa2f-eee5-4fc0-86ba-42c245a90d0f
- Nationale Bibliotheek van Tsjechië: ge642127
- Nationale Bibliotheek van Israël: 987007567666505171
- Virtual International Authority File: 158409954